# FAOSTAT
La base de datos estadísticos corporativos de la Organización de las Naciones para la Alimentación y la Agricultura (FAOSTAT) es un sitio web que difunde datos estadísticos recopilados y mantenidos por la FAO. Los datos de FAOSTAT se proporcionan como series de tiempo desde 1961 en la mayoría de los dominios para 245 países en inglés, español y francés.

## Acerca de FAOSTAT
FAOSTAT es mantenido por la División de Estadística de la Organización de las Naciones Unidas para la Agricultura y la Alimentación . Al trabajar directamente con los países, la División de Estadística apoya el desarrollo de estrategias estadísticas nacionales, el fortalecimiento de las capacidades institucionales y técnicas y la mejora de los sistemas estadísticos.
El sistema FAOSTAT es uno de los sistemas corporativos más importantes de la FAO. Es un componente importante de los sistemas de información de la FAO , que contribuye al objetivo estratégico de la organización de recopilar, analizar, interpretar y difundir información relacionada con la nutrición , la alimentación y la agricultura para el desarrollo y la lucha contra el hambre y la malnutrición en el mundo. Es el núcleo del Centro Mundial de Información Agrícola (WAICENT). WAICENT da acceso al vasto acervo de información de la FAO sobre temas agrícolas y alimentarios: datos estadísticos, documentos, libros, imágenes y mapas. 

## Dominios FAOSTAT
- Producción El dominio de la producción agrícola cubre: Cantidades producidas, precios al productor, valor en la finca , área cosechada, rendimiento por hectárea .
- ComercioEl ámbito del comercio agrícola proporciona estadísticas comerciales anuales completas, comparables y actualizadas por país, región y grupos económicos de países para alrededor de 600 productos básicos agrícolas y alimentarios desde 1961. Los datos detallados sobre el comercio agrícola y alimentario recopilados, procesados y difundidos por La FAO de acuerdo con la Metodología estándar de estadísticas del comercio internacional de mercancías (IMTS) son enviadas directamente por las autoridades nacionales a la FAO o recibidas a través de organizaciones asociadas internacionales o regionales. Los datos de los reporteros desaparecidos se estiman varonilmente mediante el uso de los datos reportados por los socios comerciales.
- Seguridad alimentaria Los datos sobre el suministro de alimentos son algunos de los datos más importantes de FAOSTAT. De hecho, estos datos son la base para la estimación de la evaluación de la subnutrición a nivel mundial y nacional , cuando se combinan con parámetros y otros conjuntos de datos. Estos datos han sido la base de las hojas de balance de alimentos desde que se elaboraron por primera vez. Tanto las empresas como los gobiernos acceden a los datos para el análisis económico y el establecimiento de políticas, además de ser utilizados por la comunidad académica.
- Indicadores agroambientales Los indicadores agroambientales (AEI) son indicadores capaces de describir y evaluar el estado y las tendencias en el desempeño ambiental de la agricultura para proporcionar indicaciones útiles a los científicos y los responsables de la formulación de políticas sobre el estado del medio ambiente, sobre los efectos de diferentes políticas, como así como sobre la eficiencia en el uso de los presupuestos en términos de resultados ambientales.
- Balance de alimentos Un balance de alimentos presenta una imagen completa del patrón del suministro de alimentos de un país durante un período de referencia específico. Las hojas de balance de alimentos se preparan tanto para países individuales como para agregados regionales / económicos de países. El dominio cubre la producción, el comercio, los piensos y semillas , los desechos, otros usos y la disponibilidad de alimentos.
- Precios El dominio de precios de FAOSTAT contiene: precios anuales y mensuales al productor, índice anual de precios al productor e índice de precios al consumidor .
- Recursos Algunos de los datos más interesantes para los economistas se encuentran en este dominio. La distribución nacional de la tierra, entre tierras arables , pastos y otras tierras, así como la importancia del riego, son solo algunos de los conjuntos de datos interesantes.
- Emisiones Los datos de FAOSTAT sobre las emisiones de gases de efecto invernadero (GEI) por países se proporcionan en la base de datos de emisiones de FAOSTAT, que abarca casi 200 países.[2][3] Las emisiones de GEI se estiman de acuerdo con las metodologías predeterminadas de las Directrices de 2006 del Panel Intergubernamental sobre Cambio Climático (IPCC) para los inventarios nacionales de GEI.[3] Los datos de FAOSTAT sobre emisiones contribuyeron directamente al quinto informe de evaluación del IPCC [3]. Los datos de GEI se actualizan automáticamente a intervalos anuales. Son accesibles en FAOSTAT a través de dos dominios separados: Emisiones-Agricultura y Emisiones-Uso de la tierra.
- Emisiones-Agricultura Este dominio de datos de FAOSTAT contiene estimaciones de emisiones de GEI para casi 200 países, para el período de referencia 1961-presente,[2] siguiendo las Directrices del IPCC 2006 para los inventarios nacionales de GEI [4] por defecto (Nivel 1). Las emisiones de la agricultura comprenden gases de metano (CH4) y óxido nitroso (N2O) liberados a través de procesos de fijación y descomposición microbiana en campos de cultivo y sistemas ganaderos, en las siguientes subcategorías:
  - Fermentación entérica
  - Manejo del estiércol
  - Cultivo de arroz
  - Fertilizantes sintéticos
  - Estiércol aplicado a suelos
  - Estiércol dejado en pastos
  - Residuos de cosecha
  - Cultivo de suelos orgánicos
  - Quema - Residuos de cultivos
  - Ardiente - Savanna
  - Uso de energía en agricultura

Los datos de FAOSTAT contribuyeron al Quinto Informe de Evaluación del IPCC [5].
- Emisiones-Uso de la tierra Este dominio de datos de FAOSTAT contiene estimaciones de las emisiones de GEI para casi 200 países, para el período de referencia 1990-2010.[2][3] [3], siguiendo las Directrices del IPCC 2006 para los inventarios nacionales de GEI [4] por defecto (Nivel 1). Los datos de GEI incluyen emisiones por fuentes y absorciones por sumideros de actividades forestales y de otros usos de la tierra (FOLU), también conocidas como Uso de la tierra, cambio de uso de la tierra y silvicultura (LULUCF). A excepción de la quema de biomasa, que contiene solo emisiones distintas de CO2 de incendios antropogénicos, las emisiones y absorciones de FOLU están dominadas por la pérdida o almacenamiento de CO2 como resultado de la intervención humana en las siguientes cuatro categorías de uso de la tierra del IPCC:
  - Tierras forestales (conversión forestal neta, bosque)
  - Tierras de cultivo (suelos orgánicos de tierras de cultivo)
  - Pastizales (suelos orgánicos de pastizales)
  - Quema de biomasa (incendios de biomasa y turba)

Las emisiones y absorciones se calculan tanto dentro de las categorías de tierra (por ejemplo, debido a la gestión) como para la conversión entre categorías de tierra (por ejemplo, debido al cambio de uso de la tierra impulsado por el hombre). Los datos contribuyen al Quinto Informe de Evaluación del IPCC [5].
- Inversión En el ámbito de las inversiones de FAOSTAT, se pueden encontrar datos sobre la inversión privada en agricultura, la asistencia oficial para el desarrollo de la agricultura y el gasto público .
- Silvicultura FAOSTAT – Forestry proporciona estimaciones anuales de producción y comercio de numerosos productos forestales , principalmente productos de madera como madera en rollo, madera aserrada, tableros de madera, pulpa y papel. Para muchos productos forestales, se dispone de datos históricos desde 1961. El dominio forestal abarca: producción forestal y flujos comerciales forestales

Los datos contenidos en FAOSTAT también se publican en el Anuario estadístico de la FAO en forma impresa y en línea.